# Don Whittington
Reginald Donald „Don” Whittington (ur. 23 stycznia 1946 roku w Lubbock) – amerykański kierowca wyścigowy.

## Kariera
Whittington rozpoczął karierę w międzynarodowych wyścigach samochodowych w 1978 roku od startów w klasie GTU IMSA Camel GT Challenge. Z dorobkiem 90 punktów uplasował się tam na czwartej pozycji w klasyfikacji generalnej. W późniejszych latach Amerykanin pojawiał się także w stawce Lumbermens 500 North American Sports Car Championship, Champ Car, World Sportscar Championship, World Challenge for Endurance Drivers, USAC National Championship, 24-godzinnego wyścigu Le Mans, NASCAR Winston Cup, International Race Of Champions, World Championship for Drivers and Makes, USAC Gold Crown Championship, IMSA Camel GT Championship, IMSA Camel GTP Championship, Indianapolis 500, American Le Mans Series oraz Grand American Rolex Series.